# Maurice Van Den Bemden
Maurice Van Den Bemden (1898 - ?) va ser un jugador d'hoquei sobre herba i tennista belga que va competir a començaments del segle xx.
El 1920 va prendre part en els Jocs Olímpics d'Anvers, on va guanyar la medalla de bronze com a membre de l'equip belga en la competició d'hoquei sobre herba. En aquests mateixos Jocs va disputar, sense obtenir bons resultats, les proves individual i dobles del programa de tennis